# Connell Canyon
Connell Canyon är en dal i Antarktis. Den ligger i Västantarktis. Chile gör anspråk på området.